# スルー・ザ・バリケーズ
| 専門評論家によるレビュー | 専門評論家によるレビュー |
| レビュー・スコア         | レビュー・スコア         |
| 出典                     | 評価                     |
| ------------------------ | ------------------------ |
| AllMusic                 | [ 1 ]                    |

『スルー・ザ・バリケーズ』(Through the Barricades) は、スパンダー・バレエの5枚目のスタジオ・アルバム。1986年11月にエピック・レコードからリリースされた。このアルバムは、全英アルバムチャートで最高7位となり、19週にわたってチャートにとどまった。収録曲のうち3曲がイギリスでヒット・シングルとなり、「Fight For Ourselves」が全英シングルチャートで15位、「How Many Lies」が34位に達し、「スルー・ザ・バリケーズ (Through the Barricades)」は6位まで上昇して、バンドにとって最後のトップ10ヒットとなった。
収録曲の歌詞は、愛情が北アイルランド問題を克服するというモチーフと、バンドのクルーのひとりがこの問題に関連して死を遂げたことにインスパイアされている。

## 評価
オールミュージックにおける概ね批判的な評論の中で、ダン・リロイ (Dan LeRoy) は、「スパンダー・バレエのスムーズなホワイト・ボーイ・ソウルをロック化した『スルー・ザ・バリケーズ』は、ソングライター/ギタリストであるゲイリー・ケンプの豊かな旋律の創造によって、まったくの失敗作となることを免れている」と述べ、「制作とミックスは効果を出せていない。ほとんどの曲では、もっとギターとドラムスが必要だが、特に、リフがロックする「クロス・ザ・ライン」や「ファイト・フォー・アワセルヴス」では、行儀の良い響のリズム・セクションで価値が損なわれている」としているが、タイトル曲については、「ふさわしいヒットとなった」と述べている。

## トラック・リスト
| 全作詞・作曲: ゲイリー・ケンプ。 |                                                                 |                               |                               |      |
| #                                | タイトル                                                        | 作詞                          | 作曲・編曲                    | 時間 |
| 1.                               | 「バリケーズ（イントロダクション）(Barricades ‒ Introduction)」 | ゲイリー・ケンプ （ 英語版 ） | ゲイリー・ケンプ （ 英語版 ） | 1:17 |
| 2.                               | 「クロス・ザ・ライン (Cross the Line)」                         | ゲイリー・ケンプ （ 英語版 ） | ゲイリー・ケンプ （ 英語版 ） | 4:07 |
| 3.                               | 「マン・イン・チェインズ (Man in Chains)」                      | ゲイリー・ケンプ （ 英語版 ） | ゲイリー・ケンプ （ 英語版 ） | 5:40 |
| 4.                               | 「ハウ・メニイ・ライズ (How Many Lies?)」                       | ゲイリー・ケンプ （ 英語版 ） | ゲイリー・ケンプ （ 英語版 ） | 5:21 |
| 5.                               | 「ヴァージン (Virgin)」                                         | ゲイリー・ケンプ （ 英語版 ） | ゲイリー・ケンプ （ 英語版 ） | 4:23 |
| 6.                               | 「ファイト・フォー・アワセルヴス (Fight for Ourselves)」        | ゲイリー・ケンプ （ 英語版 ） | ゲイリー・ケンプ （ 英語版 ） | 4:22 |
| 7.                               | 「スウェプト (Swept)」                                          | ゲイリー・ケンプ （ 英語版 ） | ゲイリー・ケンプ （ 英語版 ） | 4:53 |
| 8.                               | 「スネイクス・アンド・ラヴァーズ (Snakes and Lovers)」          | ゲイリー・ケンプ （ 英語版 ） | ゲイリー・ケンプ （ 英語版 ） | 4:36 |
| 9.                               | 「スルー・ザ・バリケーズ (Through the Barricades)」             | ゲイリー・ケンプ （ 英語版 ） | ゲイリー・ケンプ （ 英語版 ） | 5:58 |

## チャート
アルバム
| 年   | チャート                      | 最高位 |
| ---- | ----------------------------- | ------ |
| 1986 | イギリス 全英アルバムチャート | 7      |

シングル
| 年   | 曲                     | チャート                      | 最高位 |
| ---- | ---------------------- | ----------------------------- | ------ |
| 1986 | Fight For Ourselves    | イギリス 全英シングルチャート | 15     |
| 1986 | Through The Barricades | イギリス 全英シングルチャート | 6      |
| 1987 | How Many Lies          | イギリス 全英シングルチャート | 34     |